# Inga augustii
Inga augustii är en ärtväxtart som beskrevs av Hermann August Theodor Harms. Inga augustii ingår i släktet Inga och familjen ärtväxter. Inga underarter finns listade i Catalogue of Life.